# 트랜스포트 계획
트랜스포트 계획은 제2차 세계 대전 당시 연합군의 전략적 폭격의 일부로 프랑스의 철교, 철도 집중 구역 및 조차장을 공격하는 것이었다. 이 작전은 1944년 6월 오버로드 작전 당시 독일군의 군사 대응을 막는 것이 목표였다. 아서 테더와 트래퍼드 리맬러리의 합동폭격공세의 기본에 따라 계획이 수립되었다.  솔리 주커만 교수가 작전을 고안하여 독일군에 점령된 프랑스 지역에 오버로드 작전 이전 시기에 수송 체계를 파괴할 것을 주장해 독일군이 침공에 효율적으로 대응할 수 없도록 하자고 만들었다. 영국 공군과 미국 공군의 수많은 폭격기들이 출격해 프랑스에 있는 독일군 철도망을 파괴했고, 침공 당시 독일군의 병참 및 지원을 지연시키는 중요한 역할을 했다.

## 작전
공군 장교 사령부의 영국 공군 폭격기 사령부 아서 해리스는 독일 산업에 맞선 전략적 전역에서 그의 폭격기 부대가 차출되는 것을 원하지 않았다. 1944년 2월 17일 그는 오버로드 작전을 지원하기 위해 그 스스로 사임했고 그의 병력은 베를린 폭격을 수행 중이었다. 1944년 3월 6일 찰스 포털은 르망, 아미앵, 라옹, 트라프, 코트라이 지역의 조차장에 공격을 가했다. 아이젠하워가 4월 14일부터 모든 작전을 이양받았고, 트랜스포트 계획은 8월 말까지 이어졌다.

## 참조
- Buckley, John. Air Power in the Age of Total War. UCL Press. London. 1998. ISBN 1-85728-589-1.
- Darlow, Stephen. D-Day Bombers, The Veteran's Story: RAF Bomber Command and the US Eighth Air Force Support to the Normandy Invasion, 1944. Grub Street, London. 2004. ISBN 1-904010-79-2
- de Jong, Ivo. Mission 376: Battle Over the Reich, May 28, 1944. Stackpole Books. 2012
- Frankland, Noble (2006). The Strategic Air Offensive Against Germany, 1939-1945, Volume III, Part 5: Victory. Naval and Military Press. ISBN 1-84574-349-0.
- Frankland, Noble (1961). The Strategic Air Offensive Against Germany, 1939-1945, Volume II, Part 4: Endeavour. Her Majesty's Stationery Office.
- Gooderson, Ian. Air Power at the Battlefront: Allied Close Air Support, 1943-1945. Frank Cass 2005. ISBN 0-7146-4211-8
- Hall, Cargill (1998). Case Studies In Strategic Bombardment. Air Force History and Museums Program. ISBN 0-16-049781-7.
- Mets, David R. Master of Airpower: General Carl A. Spaatz. Presidio Press. 1997. ISBN 978-0-89141-639-5
- “Campaign Diary”. 《Royal Air Force Bomber Command 60th Anniversary》. UK Crown. 2005년 6월 1일에 원본 문서에서 보존된 문서. 2009년 3월 22일에 확인함.